# Hawshabi
Els hawshabi (plural hawashib) són una tribu del Iemen a la governació de Lahej. La seva ciutat principal és Musaymir.
Al-Hamdani al segle x identifica als hawashib (hawshabi) com una derivació de la tribu dels himiars, que vivien al Djabal Sabir, no gaire luny, a l'oest, del seu territori modern. Exercien sobirania sobre les tribus dels saqasiq i rakb. Encara que es pensava que eren purs descendents dels himiarites, s'aprecia una forta component africana entre els membres de la tribu.
Van signar el primer acord amb els britànics el 1839, però el tractat de protectorat no es va signar fins al 1895. Els hawashib s'havien enfrontat sovint als abdali de Lahej i encara el mateix any 1985 consta una cerimonia de prestació de jurament al soldà de Lahej. La convenció entre britànics i otomans del 1914 va fixar els limits del Iemen amb els hawashib, però després del 1918 l'iman mutawakelita del Iemen va reclamar el territori, reivindicació que va continuar la República Àrab del Iemen. El 1963 el soldà dels hawashib de Musaymir, Faisal ben Surur, va ingressar a la Federació d'Aràbia del Sud; va fugir del país el 1967 i el soldanat fou abolit el 29 de novembre d'aquell any i inclòs a la muhafazah II (governació II, amb capital a Lahej) de la República Popular del Iemen del Sud; després de la unió de Iemen del Nord i Iemen del Sud el 1991, va quedar inclosa en la nova governació de Lahej.

## Sultans hawshabi de Musaymir
- Al-Fajjar al-Hawshabi
- Sultan al-Hawshabi
- Mani ben Sallam al-Hawshabi 1838-1858
- Ubayd ben Yahya al-Hawshabi 1858-1863
- Ali I ben Mani al-Hawshabi 1863-1886
- Muhsin I ben Ali al-Hawshabi 1886-1894
- Al-Fadl ben Ali (usurpador) 1894-1895
- Muhsin ben Ali al-Hawshabi (restablert) 1895-1904
- Ali II ben Mani al-Hawshabi 1904-1922
- Muhsin II ben Ali al-Hawshabi 1922-?
- Surur ben Muhammad al-Hawshabi ?-1947
- Muhammad ben Surur al-Hawshabi 1947-1955
- Faisal ben Surur al-Hawshabi 1955-1967